# Aegiochus ventrosa
Aegiochus ventrosa là một loài chân đều trong họ Aegidae. Loài này được M. Sars miêu tả khoa học năm 1859.